# Lista de reptiliomorfos

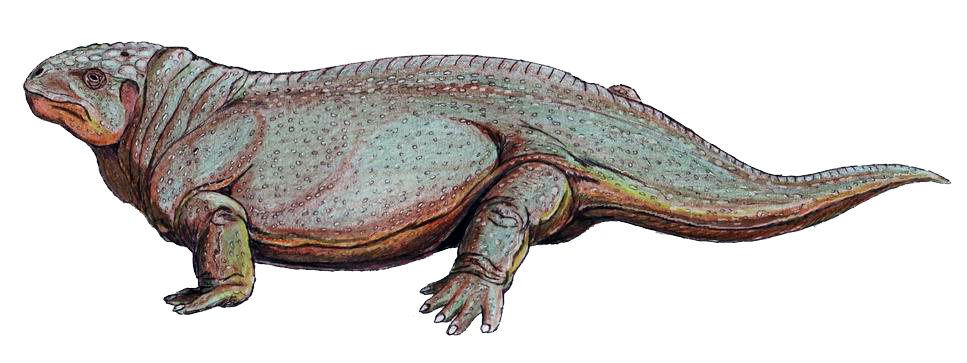
Diadectes.

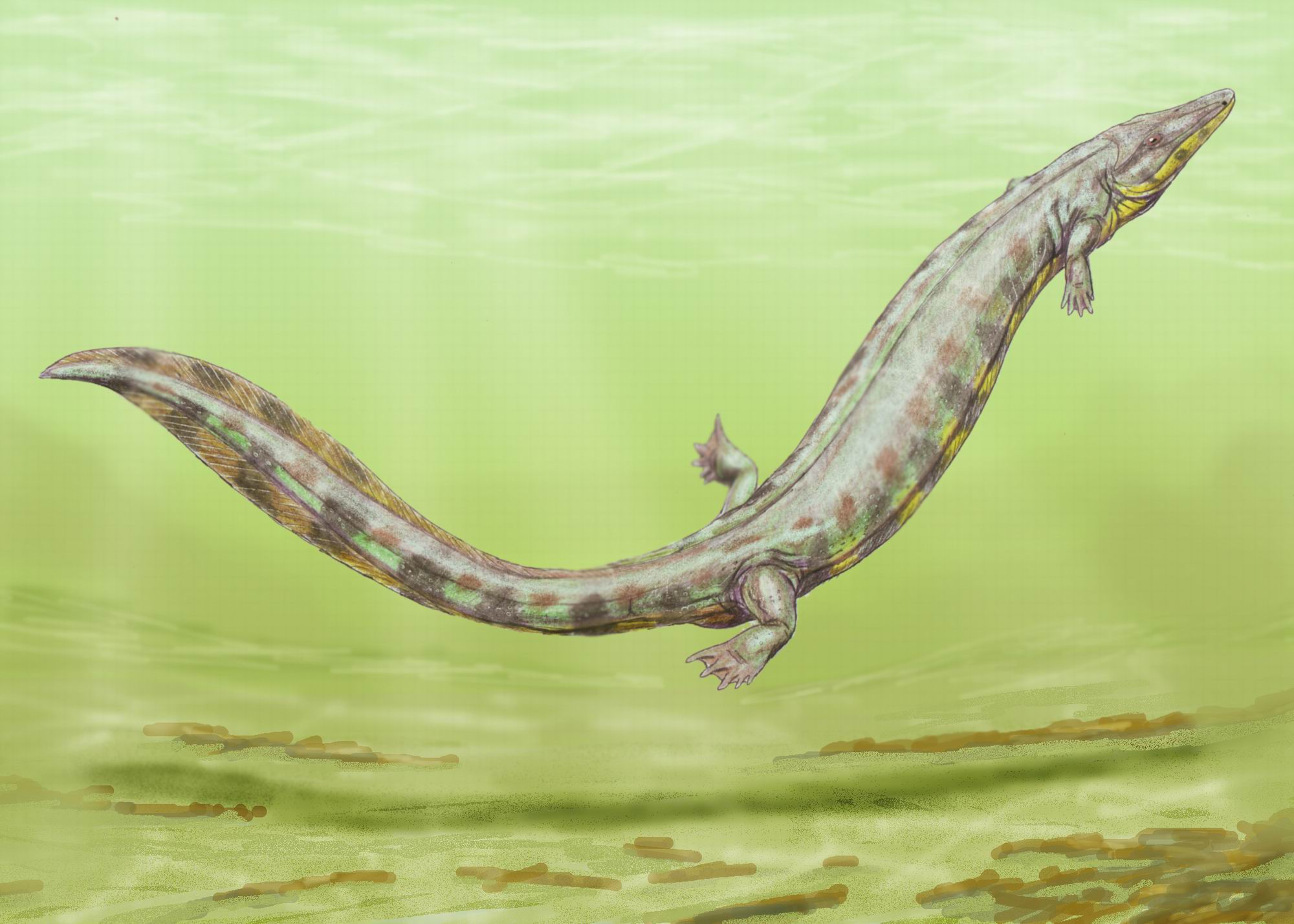
Archeria crassidiscus.

Os Reptiliomorpha eram labirintodontes que se pareciam com répteis, esse grupo engloba todos os amniota: os répteis, que englobam atualmente todas as aves dentro (devido ao fato dos dinossauros serem os precursores das aves), e os sinapsídeos, ex-sub-classe de répteis que englobam todos os mamíferos.
- Anthracossauros
  - Diadectomorpha
    - Limnoscelidae
      - Limnocelis
      - Limnoscesloides
      - Limnoscelops
      - Limnostygis
      - Romeriscus

    - Diadectidae
      - Desmatodon
      - Diadectes
      - Diasparactus
      - Orobates
      - Stephanospondylus

    - Tseajaiidae
      - Tseajaia

  - Embolomeri
    - Anthracosauridae
      - Anthracosaurus

    - Archeriidae
      - Archeria
      - Cricotus
      - Spondylerpeton

    - Eogyrinidae
      - Calligenethlon
      - Carbonoherpeton
      - Diplovertebron
      - Eogyrinus
      - Leptophractus
      - Neopteroplax
      - Palaeoherpeton
      - Pholiderpeton
      - Pteroplax

    - Eoherpetontidae
      - Eoherpeton

    - Proterogyrinidae
      - Pappossauro
      - Proterogirinus
      - Turlepeton

  - Gephyrostegida
  - Seymouriamorpha
    - Discosauriscidae
      - Ariekanerpeton
      - Discosauriscus
      - Urumgia
      - Utegenia
      - Makowskia

    - Kotlassidae
      - Buzulukia
      - Bystrowiana
      - Karpinskiosaurus
      - Kotlassia

    - Seymouriidae
    - Waggoneriidae
- Solenodonsaurus (Um gênero de Reptiliomorphos à parte)
- Família Caerorhachidae (uma família de Reptiliomorphos à parte)
- Família Tokosauridae (uma família de Reptiliomorphos à parte)
- Amniota
  - Casineria (um amniota primitivo)

OBS:Os "anfíbios" reptiliomorphos não são mais "anfíbios" verdadeiros, visto que são mais relacionados com os répteis do que com os anfíbios em si, visto que são uma transição dos anfíbios labirintodontes para os répteis anapsidas. O grupo de Reptiliomorphos engloba todos os Amniota.

## Galeria
| Imagens | Imagens | Imagens | Imagens | Imagens |
| ------- | ------- | ------- | ------- | ------- |
|         |         |         |         |         |
|         |         |         |         |         |
|         |         |         |         |         |
|         |         |         |         |         |
|         |         |         |         |         |